# 四國森林管理局
四國森林管理局（日语：／ Shikoku shinrin kanrikyoku */?）是日本林野廳在高知市的地方支分部局，管轄範圍為德島縣、香川縣、愛媛縣、高知縣。

## 組織
- 四國森林管理局（高知市丸之內）
  - 森林技術中心（高知市丸之內）

## 管内森林管理署

### 德島縣内
- 德島森林管理署

### 香川縣内
- 香川森林管理事務所

### 愛媛縣内
- 愛媛森林管理署

### 高知縣内
- 四萬十森林管理署
- 嶺北森林管理署
- 高知中部森林管理署
- 安藝森林管理署

## 關聯項目
- 林野廳

## 外部連結
- （日語）四國森林管理局（页面存档备份，存于）